# فالايت سيمون
فالايت سيمون (بالفرنسية: Simon Falette)‏ (19 فبراير 1992 بلو مان في فرنسا - ) هو لاعب كرة قدم فرنسي في مركز قلب الدفاع. لعب مع ستاد لافال ونادي بريست ونادي لوريان ونادي ميتز.

## روابط خارجية
- فالايت سيمون على موقع اتحاد تركيا (لاعب) (الإنجليزية)
- فالايت سيمون على موقع قاعدة بيانات كرة القدم.إي يو (الإنجليزية)
- فالايت سيمون على موقع ناشيونال فوتبول تيمز (الإنجليزية)
- فالايت سيمون على موقع Soccerway.com (الإنجليزية)
- فالايت سيمون على موقع عالم كرة القدم.نت (الإنجليزية)
- فالايت سيمون على موقع AS.com (الإسبانية)
- فالايت سيمون على موقع GSA (الإنجليزية)